# Saint-Georges-de-Mons
Saint-Georges-de-Mons är en kommun i departementet Puy-de-Dôme i regionen Auvergne-Rhône-Alpes i centrala Frankrike. Kommunen ligger i kantonen Manzat som tillhör arrondissementet Riom. År 2022 hade Saint-Georges-de-Mons 2 003 invånare.

## Befolkningsutveckling
Antalet invånare i kommunen Saint-Georges-de-Mons
| Referens: INSEE |